# جدوار أسود
جدوار أسود أو كركم أسود أو زدوار أسود (الاسم العلمي: Curcuma caesia) هو عشب معمر مع جذمور سوداء مزرقة موطنه شمال شرق الهند.

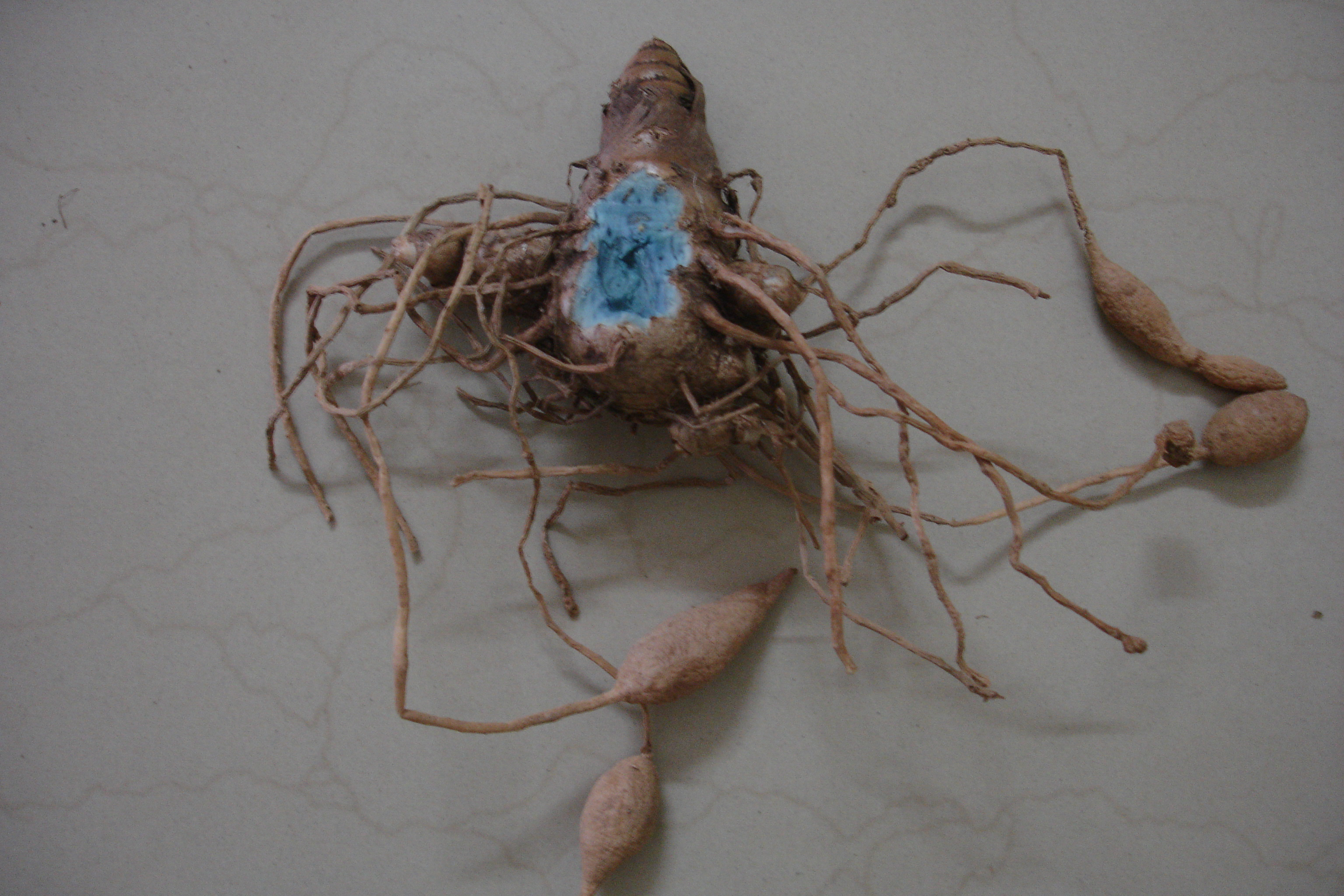
حصاد جذمور

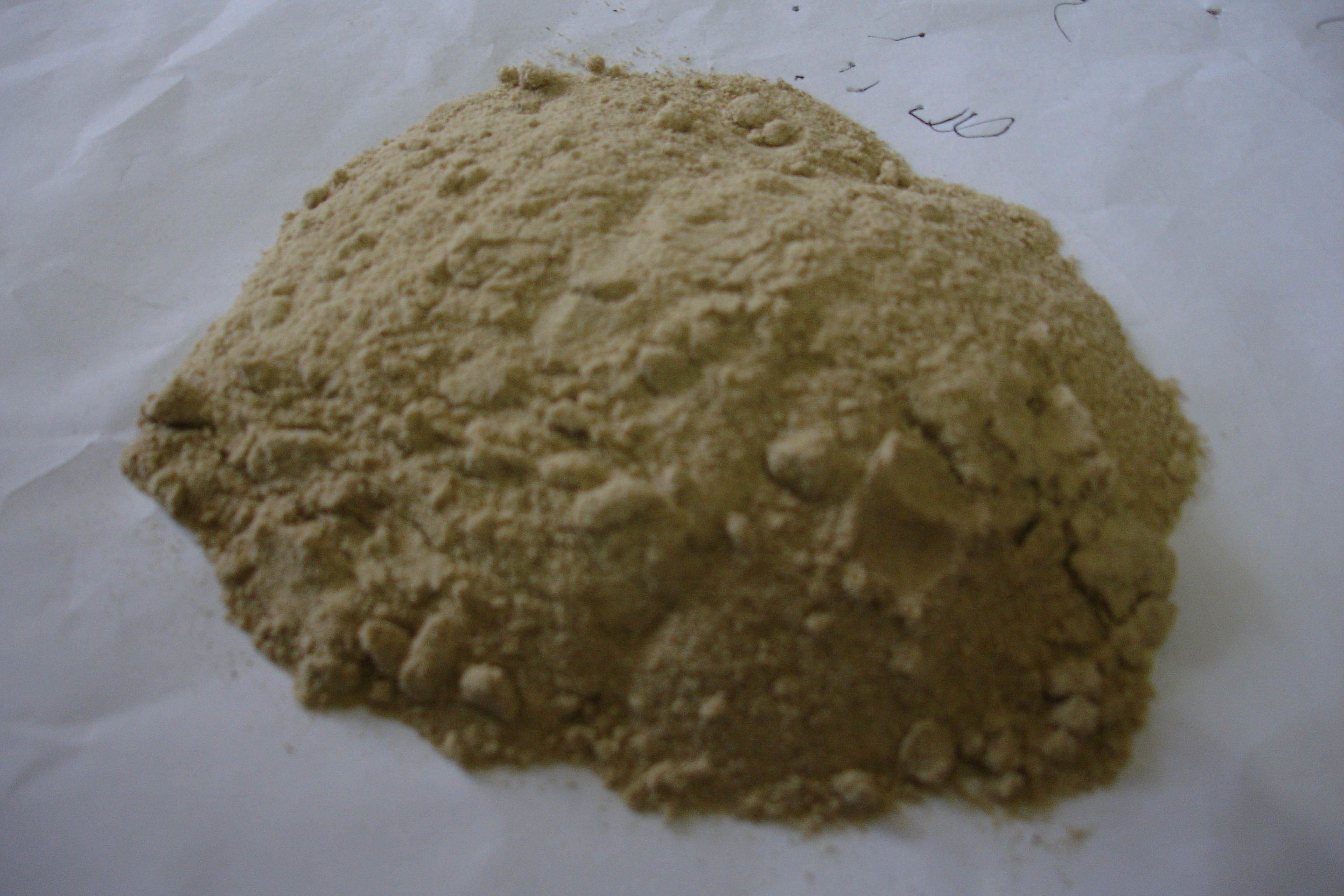
مسحوق الكركم الأسود